# Salzburg trolibuszvonal-hálózata
Salzburg trolibuszhálózata egy 125 km hosszú trolibuszhálózat Salzburgban, Ausztriában. A forgalom 1940. október 1-jén indult meg. Napjainkban a kb. 100 jármű 165 megállót szolgál ki a városban.

## Vonalak
| Vonal | Útvonal jelenleg                                                | 2003-ig         | 1986-ig    | 1972-ig |
| 01    | (Kleßheim –) Europark – Messe                                   | 1-es vonal      | 1-es vonal | M vonal |
| 02    | Walserfeld – Obergnigl                                          | 2-es vonal      | Linie 2    | L vonal |
| 03    | Salzburg Süd – Salzburg Nord                                    | 51-es vonal     | Linie 3    | D vonal |
| 04    | Mayrwies – Liefering                                            | 29-es vonal     | Linie 4    | A vonal |
| 05    | (Grödig –) Birkensiedlung – Hauptbahnhof (– Itzling Pflanzmann) | 5-ös vonal      | Linie 5    | F vonal |
| 06    | Parsch – Itzling West                                           | 6-os vonal      | Linie 6    | –       |
| 07    | Salzburg Süd – Salzachsee                                       | 49-es vonal     | Linie 7    | –       |
| 08    | Messe – Salzburg Süd                                            | 95-ös vonal (A) | –          | –       |
| 09    | Europark – Justizgebäude (– Kommunalfriedhof)                   | –               | –          | –       |
| 10    | Sam – Himmelreich (– Walserfeld)                                | –               | –          | –       |
| 12    | Josefiau – Europark                                             | –               | –          | –       |
| 14    | Polizeidirektion – Liefering                                    | –               | –          | –       |

## Jelenlegi járművek
- 1 darab Steyr STS 11 HU (#109)
- 1 darab Gräf & Stift GE 110 M 16 (#178)
- 1 darab Gräf & Stift GE 112 M 16 (#220)
- 9 darab Gräf & Stift / MAN NGT 204 M 16 (#229, 232, 233, 236, 241, 244, 245, 247, 250)
- 29 darab Van Hool AG 300 T (#261–271, 273–290)
- 19 darab Solaris Trollino 18 (#301–319)
- 51 darab Solaris Trollino 18 MetroStyle (#321–371)
- 15 darab Hess lighTram19 BGT-N1D (#401–415)

Összesen: 126 darab